# Fender Showmaster
A Fender Showmaster egy tömörtestű elektromos gitár, melyet az amerikai Fender hangszercég gyárt 1998 óta. A gitár modern superstrat stílusban készült, ami valójában a Stratocasterek továbbfejlesztésén alapul.

## Története
Az 1980-as években a Jackson Guitars bemutatta a Soloist modellt, amitől kezdve a superstrat forma hihetetlenül népszerűvé vált. A siker oka valószínűleg az volt, hogy rengeteg metál és hard rock gitáros hasznosnak találta a Stratocasterekhez képest a superstraton végzett módosításokat. A legfontosabb hangszergyártók, akik elkezdték a superstrat modellek forgalmazását az Ibanez, a Jackson/Charvel, a Carvin és a Yamaha voltak. Ugyanekkor a Fender cég a CBS-korszakát élte, így a kereslet a cég gitárjai iránt igencsak megcsappant. A Fender új modellekkel történő kísérletezése is kudarcba fulladt, így végül egy saját superstrat modell kifejlesztése mellett döntöttek. A Showmaster típust a Fender Custom Shop hangszerész-mestere, Gene Baker hozta létre. Az első modellek még Stratocasterként lettek megjelölve a fejükön. Ezek a példányok jelenleg a legritkábbak közé tartoznak.

## Felépítése
A Showmaster felépítésére a klasszikus superstrat stílus a jellemző. A test fehér hársból (basswood) készül, két mély bevágással. A nyakat ragasztással rögzítik. A fogólap 21, vagy bizonyos esetekben még több érintővel van ellátva. A húrláb tremolós. A tremólórendszer modellváltozat-függő, de lehet hat csuklópontos „vintage”, két rögzítőpontos, vagy akár lebegő „Floyd Rose” is. A hangszedőket, a Stratocaster 3 single-coil (egytekercses) hangszedőiről 2 humbucker-re (dupla tekercses) cserélték.

## Külső hivatkozások
- Fender.com – Showmaster modellek